# Estación de Le Parc de Saint-Maur
La estación del Parque de Saint-Maur es una estación ferroviaria francesa del municipio de Saint-Maur-des-Fossés (departamento de Valle del Marne).

## La estación
La estación RER actual fue abierta en 1969. Lleva el nombre de un de los barrios de Saint-Maur. Por la estación pasan los trenes de la línea A del RER que recorren la rama A2 desde o hacia Boissy-Saint-Léger.

## Historia
La estación fue abierta hacia 1859, en el marco de la puesta en servicio de la línea de París La Bastilla a Marles-en-Brie, llamada línea de Vincennes.

Posteriormente fue transformada en estación del RER. En 2015, el uso anual estimado por la RATP es de 2 068 180 viajeros.

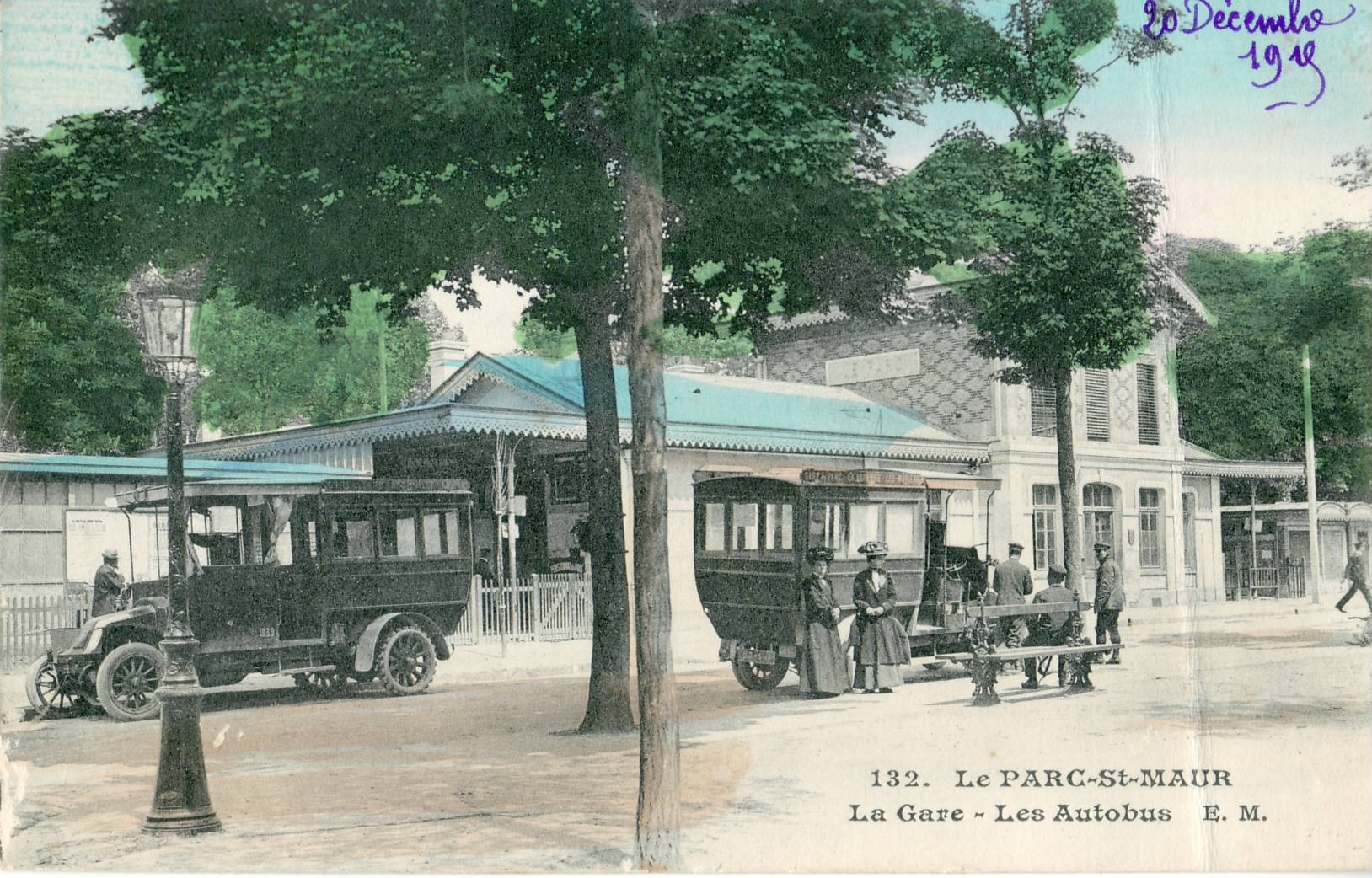
Antigua estación.
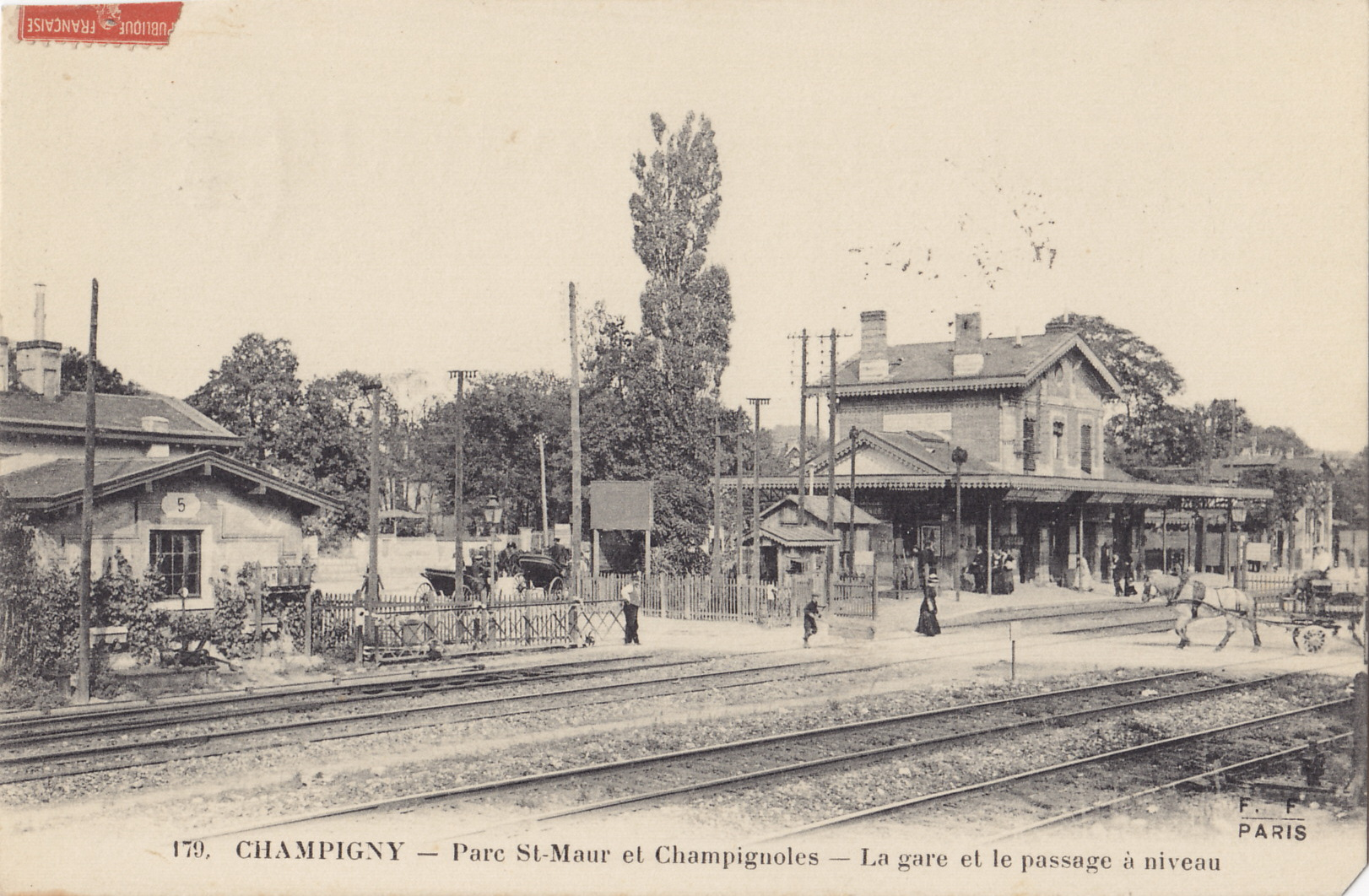
Interior de la antigua estación.

## Intermodalidad
Por la estación pasan 107 y 317 de la cobertura de autobús RATP.